# 缵美楼
缵美楼，位于中国广东省潮州市潮安区凤凰镇康美村，为潮州市潮安区文物保护单位，类型为古建筑，公布时间为2006年4月。
缵美楼的历史年代为清代,乃康美村第九世祖曾美儒于清雍正元年（1723年）所建 。